# فلپس ۱۳۴۳۳
سیارک ۱۳۴۳۳ (به انگلیسی: 13433 Phelps، نامگذاری:1999VP52) سیزده هزار و چهارصد و سی و سومین سیارک کشف شده‌است که در ۳ نوامبر ۱۹۹۹ کشف شد.
قدر مطلق سیارک برابر ۱۸.۶ است.